# LIPJ
LIPJ (англ. Lipase family member J) – білок, який кодується однойменним геном, розташованим у людей на 10-й хромосомі. Довжина поліпептидного ланцюга білка становить 366 амінокислот, а молекулярна маса — 42 388.
| 10         |  | 20         |  | 30         |  | 40         |  | 50         |
| ---------- |  | ---------- |  | ---------- |  | ---------- |  | ---------- |
| MNISQIISYW |  | GYPDEEYDIV |  | TEDGYILGLY |  | RIPYWRTDNN |  | KNLAQRVVVY |
| LQHGLLTSAS |  | SWISNLPNNS |  | LGFILADAGY |  | DVWMGNSRGN |  | TWSRKHLYLE |
| TSSKEFWAFS |  | FDEMAKYDLP |  | ASIDFTVKQT |  | RQEEIFYVGH |  | SQGTTIGFIT |
| FSTISKIAER |  | IKIFFALAPV |  | FSTKYLKSPL |  | IRMTYKWKSI |  | VMAFSGNKDF |
| LPKTSFKKFI |  | GSKLCPLQIF |  | DKICLNILFM |  | MFGYDPKNLN |  | MSRLDVYFSH |
| NPAGTSVQNM |  | LHWSQLLNST |  | HLKAYDWGSP |  | DLNLVHYNQT |  | TSPLYNMTNM |
| NVATAIWNGK |  | SDLLADPEDV |  | NILHSEITNH |  | IYYKTISYYN |  | HIDSLFGLDV |
| YDQVYHEIID |  | IIQDNL     |  |            |  |            |  |            |

A: Аланін

C: Цистеїн

D: Аспарагінова кислота

E: Глутамінова кислота

F: Фенілаланін

G: Гліцин

H: Гістидин

I: Ізолейцин

K: Лізин

L: Лейцин

M: Метіонін

N: Аспарагін

P: Пролін

Q: Глутамін

R: Аргінін

S: Серин

T: Треонін

V: Валін

W: Триптофан

Кодований геном білок за функцією належить до гідролаз. 
Задіяний у таких біологічних процесах, як метаболізм ліпідів, деградація ліпідів. 